# 高根村立高根小学校黍生冬季分校
高根村立高根小学校黍生冬季分校（たかねそんしりつ たかねしょうがっこう　きびゅうとうきぶんこう）は、かつて岐阜県大野郡高根村（現・高山市）に存在した公立小学校の冬季分校。

## 概要
- 高根村大字池ヶ洞字黍生（現・高山市高根町黍生）に存在した高根村立高根小学校の冬季分校であり、設置時期は基本的に12月から翌年3月であった。該当児童がいない年は休校としていた。
- 黍生地区の児童は冬季以外の時季は本校の高根小学校に通学していた。

## 沿革
- 1945年（昭和20年） - 高根村大字池ヶ洞字黍生に高根国民学校高根国民学校黍生冬季分教場として開校。大字池ヶ洞には池ヶ洞冬季分校が設置されており、実質、池ヶ洞冬季分校から分立した分校である。
- 1947年（昭和22年）4月1日 - 高根村立高根小学校黍生冬季分校に改称する。
- 1973年（昭和48年）3月 - 廃校。